# Never Going Back Again
"Never Going Back Again" is een nummer van de Brits-Amerikaanse band Fleetwood Mac. Het nummer werd uitgebracht als de derde single van het album Rumours uit 1977. In juli dat jaar werd het nummer op single uitgebracht.

## Achtergrond
"Never Going Back Again" is geschreven door zanger en gitarist Lindsey Buckingham en geproduceerd door Fleetwood Mac in samenwerking met Richard Dashut en Ken Caillat. Het is een van de meerdere nummers op Rumours die Buckingham schreef na het beëindigen van zijn relatie met medebandlid Stevie Nicks. Hij herinnert zich dat het een van de laatste nummers is die voor het album werden geschreven en dat hij eraan begon te werken nadat hij een korte relatie met een andere vrouw aanging. Hij noemt het een lief en naïef nummer en vindt niet dat het een diepe tekst heeft.
"Never Going Back Again" gaat over het verlangen om oude fouten niet te herhalen. Buckingham is de enige muzikant die op het nummer te horen is: hij zingt en speelt op een akoestische gitaar. Hierbij haalde hij inspiratie uit het gitaarspel van sessiemuzikant Ry Cooder. De werktitel was "Brushes" omdat drummer Mick Fleetwood oorspronkelijk met brushes op zijn kleine trom speelde, maar dit kwam niet in de uiteindelijke versie terecht. Om het optimale geluid te creëren vroeg producer Ken Caillat aan Buckingham of zijn gitaar elke twintig minuten nieuwe snaren moest krijgen, waarmee Buckingham akkoord ging. Toen Buckingham zijn zang opnam, ontdekte hij dat hij zijn gitaarspel in een verkeerd akkoord had opgenomen, dus moest hij het de volgende dag opnieuw opnemen.
"Never Going Back Again" bleek, samen met de rest van de nummers afkomstig van Rumours, een populair nummer van de groep. Tevens werd het uitgebracht op de B-kant van diverse singles van het album: in de Verenigde Staten was dit het geval bij "Don't Stop", in het Verenigd Koninkrijk bij "You Make Loving Fun" en in Nederland bij "Dreams". Het werd gecoverd door onder meer Matchbox Twenty, voor het tributealbum Legacy: A Tribute to Fleetwood Mac's Rumours. In Nederland werd het gecoverd door 3JS voor de cd-single "Geloven in het leven".

## NPO Radio 2 Top 2000
| Nummer met noteringen in de NPO Radio 2 Top 2000 | '20  | '21  | '22  | '23  | '24  |
| ------------------------------------------------ | ---- | ---- | ---- | ---- | ---- |
| Never Going Back Again                           | 1936 | 1899 | 1510 | 1545 | 1915 |

1. ↑  Een vetgedrukt getal geeft de hoogste notering aan.
2. ↑  2020 was het eerste jaar met een notering voor dit nummer.